# STEREO WORXXX
『STEREO WORXXX』（ステレオ・ワークス）は、2012年3月7日にヤマハミュージックコミュニケーションズより発売されたcapsuleの13枚目（ベストアルバムを含むと14枚目）のオリジナルアルバムである。なお、この項目では2022年1月15日に発売された本アルバムのリマスター版『STEREO WORXXX (2021 Remaster)』についても記述する。

## 背景について
2011年12月27日にニュー・アルバムが翌年3月に発売されることが発表され、前作『WORLD OF FANTASY』より約9ヶ月ぶりのアルバムとなった。
capsuleは本作をリリースした翌年にレーベルを移籍したことで、本作はcapsuleがヤマハミュージックコミュニケーションズ及びcontemodeレーベルからリリースした最後のオリジナルアルバムとなった。

## 制作について
「Step on The Floor」のレコーディングの際、こしじまは「『Step』の発音がうまくいかなくて、何度も録り直しているうちにゲシュタルト崩壊を起こし」たことから、本作の難点として挙げている。
ミックスの方向性をアルバム全体で統一しなくてもいいと中田が思い、ドラムのキックの位置やベースのバランスが曲ごとに違う。
前作とは違うギターとマイクが使用された。

## ミュージック・ビデオについて

### Feelin' Alright
フォトコミュニケーションサービス「cotto」とのコラボレーション企画で制作され、2012年4月2日にYouTubeで公開された。

## 楽曲について
6.Tapping Beats
『LIAR GAME -再生- オリジナル・サウンドトラック』に別バージョンが収録されている。
9.Transparent
普通のメロディーラインだが、一般的なコード進行を全部外していくから次の展開が予想できない楽曲。それゆえ、「歌があることの大事さがわかる。」と中田は語っている。

## タイアップについて
- 映画『LIAR GAME -再生-』主題歌（#5[11]）
- 映画『LIAR GAME -再生-』挿入歌（#7[11]）
- アプリ「チャリ走DX」capsule stage BGM（#8[12]）

## パッケージについて
- 初回盤：2CD
- 通常盤：CD

前作同様、初回盤（品番：YCCC-10023/B）と通常盤（品番：YCCC-10024）の2形態で発売された。初回盤には本作収録曲のリミックス・バージョンが収録されたボーナスディスクが付く。

## プロモーションについて
同年2月1日より「Step on The Floor」が先行配信された。

## 収録曲について
全作詞・作編曲：中田ヤスタカ
| #         | タイトル              | 作詞  | 作曲・編曲 | 時間 |
| --------- | --------------------- | ----- | ---------- | ---- |
| 1.        | 「Feelin' Alright」   |       |            | 4:00 |
| 2.        | 「Never Let Me Go」   |       |            | 4:45 |
| 3.        | 「In The Rain」       |       |            | 6:00 |
| 4.        | 「Dee J」             |       |            | 4:20 |
| 5.        | 「Step on The Floor」 |       |            | 5:12 |
| 6.        | 「Tapping Beats」     |       |            | 3:17 |
| 7.        | 「All The Way」       |       |            | 5:14 |
| 8.        | 「Motor Force」       |       |            | 5:36 |
| 9.        | 「Transparent」       |       |            | 4:00 |
| 合計時間: | 合計時間:             | 43:58 |            |      |

| #         | タイトル                           | 作詞  | 作曲・編曲 | 時間 |
| --------- | ---------------------------------- | ----- | ---------- | ---- |
| 1.        | 「Feelin' Alright (Extended-Mix)」 |       |            | 5:02 |
| 2.        | 「Never Let Me Go (Extended-Mix)」 |       |            | 6:06 |
| 3.        | 「In The Rain (Extended-Mix)」     |       |            | 6:48 |
| 4.        | 「Dee J (Extended-Mix)」           |       |            | 5:53 |
| 5.        | 「All The Way (Extended-Mix)」     |       |            | 5:43 |
| 6.        | 「Motor Force (Extended-Mix)」     |       |            | 7:19 |
| 合計時間: | 合計時間:                          | 36:51 |            |      |

## STEREO WORXXX (2021 Remaster)
『STEREO WORXXX (2021 Remaster)』は、2022年1月15日に発売されたCAPSULEの配信限定アルバムで、上記のアルバム『STEREO WORXXX』の収録曲がリマスターされて収録されている。なお、リマスター元アルバムの初回限定盤ボーナスディスクの収録曲は収録されていない。

### 背景について
2021年8月に始動した、過去作品を、リマスター音源とビジュアライザーと共にオフィシャルYouTubeチャンネルに公開していく『CAPSULE アーカイブコレクション』という企画に伴って、リマスター音源配信第8弾として発売された。本アルバム収録曲は、2022年1月5日から1月13日までの9日間、連日公開されていった。

### 収録曲について
全作詞・作編曲: 中田ヤスタカ
| #         | タイトル                              | 作詞  | 作曲・編曲 | 時間 |
| --------- | ------------------------------------- | ----- | ---------- | ---- |
| 1.        | 「Feelin' Alright (2021 Remaster)」   |       |            | 4:00 |
| 2.        | 「Never Let Me Go (2021 Remaster)」   |       |            | 4:45 |
| 3.        | 「In The Rain (2021 Remaster)」       |       |            | 6:00 |
| 4.        | 「Dee J (2021 Remaster)」             |       |            | 4:20 |
| 5.        | 「Step on The Floor (2021 Remaster)」 |       |            | 5:12 |
| 6.        | 「Tapping Beats (2021 Remaster)」     |       |            | 3:17 |
| 7.        | 「All The Way (2021 Remaster)」       |       |            | 5:14 |
| 8.        | 「Motor Force (2021 Remaster)」       |       |            | 5:36 |
| 9.        | 「Transparent (2021 Remaster)」       |       |            | 4:01 |
| 合計時間: | 合計時間:                             | 43:59 |            |      |

## 『capsule "STEREO WORXXX" RELEASE PARTY』について
『capsule "STEREO WORXXX" RELEASE PARTY』は、capsuleが2012年春から夏にかけて開催した全国クラブツアー。
映像や音源の販売は行われていない。

### 日程について
当初福岡公演は同年5月3日に予定されていたが、会場の休業により延期され、会場を変更して開催された。
| 公演日        | 会場                     | 年齢制限           | 備考     |
| ------------- | ------------------------ | ------------------ | -------- |
| 2012年4月7日  | 金沢AFTERHOURS           | 未成年入場不可     |          |
| 2012年4月13日 | alife Sapporo            | 未成年入場不可     |          |
| 2012年4月15日 | なんばHatch              | 未就学児童入場不可 |          |
| 2012年4月21日 | 名古屋ダイアモンドホール | 未就学児童入場不可 |          |
| 2012年5月3日  | 福岡O/D                  | 未成年入場不可     | 延期     |
| 2012年5月11日 | 新木場ageHa              | 未成年入場不可     |          |
| 2012年7月16日 | BEATSTATION              | 4歳以下入場不可    | 振替公演 |

## チャート成績について
オリコンチャート週間ランキング5位を獲得した。

## 収録作品について

### ベスト・アルバム
- 『capsule rewind BEST-1 2012-2006』（2013年3月6日）（#5[19]）